# جوزپه پرستیا
جوزپه پرستیا (انگلیسی: Giuseppe Prestia؛ زادهٔ ۱۳ نوامبر ۱۹۹۳) بازیکن فوتبال اهل ایتالیا است.
از باشگاه‌هایی که در آن بازی کرده‌است می‌توان به باشگاه فوتبال آسکولی، باشگاه فوتبال آلساندریا، باشگاه فوتبال پارما، باشگاه فوتبال پترولول پلویشت، باشگاه فوتبال کروتونه، و باشگاه فوتبال پالرمو اشاره کرد.
وی همچنین در تیم‌های ملی فوتبال زیر ۱۶ سال ایتالیا، زیر ۱۸ سال ایتالیا، زیر ۱۹ سال ایتالیا، و زیر ۲۰ سال ایتالیا بازی کرده‌است.